# Termoluminiscenca
Termoluminiscenca je vrsta luminiscence, pri kateri je absorbirana svetloba oddana zaradi segrevanja.
Pri nekaterih mineralih, kot je fluorit, so določene napake v kristalnem sistemu, ki motijo regulacijo električnega polja. Pri obsevanju z ionizirajočim sevanjem, naravno zaradi kozmičnih žarkov in naravno prisotnih radioaktivnih elementov, preidejo elektroni v vzbujenem stanju, kjer se lahko prosto premikajo (so torej prosti elektroni). Večina se jih rekombinira z ioni v kristalu, nekaj pa je ujetih v metastabilnem stanju zaradi napak v zgradbi kristala. Pri segrevanju elektroni prejmejo potrebno energijo za pobeg iz tega stanja in se rekombinirajo z ioni; tako preidejo v osnovno stanje, presežek energije pa je oddan v obliki fotona.

## Termoluminiscenčno datiranje
Termoluminiscenco se lahko uporabi pri t. i. termoluminiscenčem datiranju, kjer radiokarbonsko datiranje ni možno, npr. pri sedimentih. Intenziteta oddane svetlobe je sorazmerna s prejetim sevanjem skozi čas. Tako se lahko določi starost predmetov, ki so bili v preteklosti segreti (npr. lončarski izdelki), saj od tistega trenutka naprej, ko je predmet segret, začne na novo prejemati okoljno sevanje. Izsevane fotone in s tem količino sevanja se lahko zazna s termoluminiscentnim dozimetrom. Starost predmeta (v letih) se izračuna po naslednji enačbi:
{\displaystyle {\text{starost}}\;=\;{\frac {\text{akumulirana doza skozi vsa leta}}{\text{standardna vrednost doze, prejeta v enem letu}}}}